# Fašinada
Fašinada je pučka svečanost u Perastu kojim se nasipa kamenje oko otoka Gospe od Škrpjela.
Naziv dolazi od talijanske riječi fascinare, odnosno dovlačenje. Održava se svake godine 22. srpnja.
Uvečer, mladići kreću lađom koja je iskićena zastavama i granama, od luke ispod Perasta do otočića. U prvoj barci se nalazi svećenik, gradonačelnik, veslači i pjevači. Nju zatim slijedi velika barka iz Strpa kojom se prevozi veća količina kamenja. Nakon toga im se pridružuju međusobno povezane lađe iz okolnih mjesta. Tom se prilikom pjevaju tradicionalne pučke popijevke.
Nakon bacanja kamenja oko otočića, završava se zajedničkom molitvom, večerom i pjevanjem. Kako je otok napravljen umjetno javila se potreba za dovlačenjem kamenja na mjestima gdje je tlo uzmaklo.

### Članci
- Babić, Vanda. 2011. Od Olova do Škrpjela: uloga marijanskih običaja u životu autohtonih Hrvata. Vrhbosnensia. Univerzitet u Sarajevu – Katolički bogoslovni fakultet. Sarajevo. 15 (2): 361–379